# Rebecca Liddiard

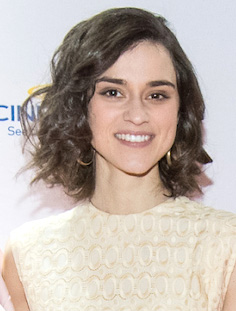
Rebecca Liddiard (2018)

Rebecca Liddiard (* 8. Januar 1991 in London, Ontario) ist eine kanadische Theater- und Filmschauspielerin.

## Leben
Rebecca Liddiard zog mit 18 Jahren nach Toronto, wo sie an der Ryerson University zur Schauspielerin ausgebildet wurde. 2012 folgten erste Auftritte in Film- und Fernsehserien sowie am Theater. 2016 wurde sie mit der Rolle der „Adelaide Stratton“ in der Serie Houdini & Doyle bekannt. Weitere Serienauftritte waren in Alias Grace, Slasher und Departure – Wo ist Flug 716, wo sie die einzige Überlebende „Madelyn Strong“ verkörperte.

## Filmografie (Auswahl)
- 2012: With Her
- 2013: Murdoch Mysteries (Fernsehserie, 1 Folge)
- 2015–2016: Between (Fernsehserie, 5 Folgen)
- 2016: Houdini & Doyle (Fernsehserie, 10 Folgen)
- 2017: Alias Grace (Miniserie, 4 Folgen)
- 2017: Slasher (Fernsehserie, 6 Folgen)
- 2017: Reign (Fernsehserie, 1 Folge)
- 2017: Saving Hope (Fernsehserie, 4 Folgen)
- 2017–2021: Frankie Drake Mysteries (Fernsehserie, 40 Folgen)
- 2019: Run This Town
- 2019: Departure (Fernsehserie, 6 Folgen)
- 2022: A Thousand Little Cuts
- 2022: Danger in the House (Fernsehfilm)
- 2022: Lease on Love (Fernsehfilm)
- 2023: Seven Veils
- 2024: Woman with the Red Lipstick
- 2024: Deadbolt